# Iwao Hakamada
Iwao Hakamada (Shizuoka, 10 marzo 1936) è un ex pugile giapponese, condannato a morte l'11 settembre 1968 per un omicidio di massa avvenuto nel 1966 e noto come Incidente di Hakamada.
Il 10 marzo 2011 il Guinness dei primati ha certificato Hakamada come l'uomo detenuto nel braccio della morte più longevo al mondo. Nel marzo 2014 gli è stato concesso un nuovo processo e un rilascio immediato quando il tribunale distrettuale di Shizuoka ha ritenuto che ci fosse motivo di credere che le prove contro di lui fossero state falsificate. Il 26 settembre 2024, Hakamada è stato dichiarato non colpevole dal tribunale distrettuale di Shizuoka, 58 anni dopo il suo arresto.

## Biografia

### Carriera di pugile
Iwao Hakamada è nato il 10 marzo 1936 nella città di Shizuoka, in Giappone. Ha una sorella maggiore, Hideko, ed un fratello maggiore, Shigeji, morto nel 2001. Dal 1959 al 1961 Hakamada ha combattuto in 29 incontri di boxe professionistico. Peso piuma, è stato classificato fino al sesto posto nella sua classe di peso. Ha concluso la sua carriera con un record di 16-11-2, inclusa una vittoria per KO. Tutte le sue sconfitte sono state ai punti. Dopo la sua carriera di pugile, ha lavorato presso un produttore di miso con sede a Shizuoka.

### Incidente e processo
Il 30 giugno 1966 scoppiò un incendio a casa di uno dei capi di Hakamada. Secondo Hakamada, ha aiutato a spegnere l'incendio solo per trovare i corpi dell'esecutivo, sua moglie e due figli, tutti pugnalati a morte. Circa 200.000 yen in contanti sono stati rubati dalla residenza delle vittime. Hakamada fu interrogato e, nell'agosto 1966, fu arrestato sulla base della sua confessione e di una piccola quantità di sangue e benzina trovata su un pigiama di sua proprietà. Secondo i suoi avvocati, Hakamada è stato interrogato per un totale di 264 ore, per ben 16 ore a seduta, nell'arco di 23 giorni per ottenere la confessione. Hanno aggiunto che durante l'interrogatorio gli è stata negata l'acqua o le pause per andare in bagno.
Al suo processo Hakamada ha ritrattato la confessione, affermando che la polizia lo aveva preso a calci e bastonate per ottenerla, e si è dichiarato non colpevole, sostenendo che "non potevo fare altro che accovacciarmi sul pavimento cercando di trattenermi dal defecare". Come riferì a sua sorella, "uno degli interrogatori ha messo il mio pollice su un tampone di inchiostro, l'ha avvicinato a una confessione scritta e mi ha ordinato: 'Scrivi qui il tuo nome!' mentre mi urlava contro, mi prendeva a calci e mi torceva il braccio". I pubblici ministeri hanno messo da parte il pigiama e invece hanno presentato cinque capi di abbigliamento insanguinati che sono stati trovati in una cisterna nella fabbrica di miso nell'agosto 1967, 14 mesi dopo il crimine. Hanno sostenuto che i vestiti provenissero dall'assassino e hanno detto che la polizia aveva trovato i gruppi sanguigni delle vittime sui vestiti. Sostenevano che Hakamada aveva ucciso la famiglia con questi vestiti e poi indossato il pigiama per commettere l'incendio doloso. I sostenitori di Hakamada hanno detto che il caso era pieno di buchi, sostenendo che la presunta arma del delitto - un coltello da frutta con una lama da 12.20 cm – non avrebbe potuto resistere alle quaranta coltellate delle vittime senza riportare danni ingenti, e che il pigiama utilizzato per giustificare l'arresto era scomparso ed era stato sostituito con gli indumenti insanguinati. I vestiti erano troppo piccoli per Hakamada, ma l'accusa ha sostenuto che si erano rimpiccioliti nel serbatoio del miso e l'etichetta aveva una "B" o un'etichetta di taglia media su di essa che sarebbe andata bene per Hakamada. Tuttavia la B indicava il colore Nero non la taglia. Le macchie di sangue sui vestiti erano troppo scure e il colore dei vestiti troppo chiaro per essere rimasto nella vasca del miso.
Il tribunale distrettuale di Shizuoka ha smentito parte della confessione di Hakamada e ha rimproverato la polizia per le sue tattiche di interrogatorio. Ma, l'11 settembre 1968, la giuria di tre giudici dichiarò Hakamada colpevole e lo condannò a morte. La Japan Pro Boxing Association ha affermato che era coinvolto il pregiudizio contro i pugili e ha affermato che il principio di innocente fino a prova contraria era stato violato a causa dei dilaganti resoconti della stampa che dichiaravano Hakamada colpevole. Un successivo appello all'Alta Corte di Tokyo fu respinto e la Corte Suprema del Giappone confermò la condanna a morte l'11 novembre 1980. Hakamada ha sostenuto la sua innocenza, scrivendo a suo figlio nel 1983: "Ti dimostrerò che tuo padre non ha mai ucciso nessuno, ed è la polizia che lo sa meglio e sono i giudici che si sentono dispiaciuti. Spezzerò questa catena di ferro e tornerò da te". Sebbene Hakamada sia rimasto nel braccio della morte, non è stato giustiziato perché il ministro della Giustizia si è rifiutato di firmare la sua condanna a morte, sospettando che la condanna non fosse certa. Come la maggior parte dei detenuti nel braccio della morte, Hakamada è stato messo in isolamento per tutta la durata della sua permanenza in prigione. Non gli è stato permesso di parlare con le guardie e raramente ha potuto ricevere visite.

### Campagna per un nuovo processo
Dopo che il suo appello fu respinto nel 1980, Hakamada ottenne una nuova squadra di avvocati. Nel 1981 questi hanno presentato una richiesta di nuovo processo, chiedendo che le prove fisiche fossero riesaminate. Nell'indagine, è stato stabilito che la presunta arma del delitto era della misura sbagliata per produrre le coltellate, che una porta presumibilmente utilizzata per entrare in casa era effettivamente chiusa a chiave e che i pantaloni insanguinati erano troppo piccoli per essere stati indossati da Hakamada. Sostenuti dalla Federazione giapponese degli ordini degli avvocati (JFBA), gli avvocati di Hakamada hanno concluso che il primo processo non era riuscito a stabilire che nessuno degli indumenti appartenesse a lui. Dopo 13 anni di raccolta di prove, la richiesta è stata ascoltata e respinta dal tribunale distrettuale di Shizuoka il 9 agosto 1994. Nel 2000 si è tentato di estrarre il DNA dagli indumenti insanguinati, ma le tecniche disponibili non hanno consentito di rilevarne nessuno. L'Alta corte di Tokyo ha confermato il diniego del nuovo processo il 27 agosto 2004.
Nel novembre 2006 500 sostenitori, inclusi i pugili campioni del mondo Koichi Wajima e Katsuo Tokashiki, hanno inviato lettere alla Corte Suprema chiedendo un nuovo processo. Nel marzo 2007 Norimichi Kumamoto, uno dei tre giudici che avevano originariamente condannato Hakamada, si è espresso a sostegno dell'innocenza di Hakamada. Ha dichiarato di aver dubitato dell'autenticità della confessione e di ritenere che Hakamada fosse innocente. Tuttavia, non era riuscito a convincere i suoi due colleghi più anziani, con conseguente giudizio diviso per la condanna. Alla fine ha rassegnato le dimissioni per colpa della condanna. La rivelazione è arrivata nonostante una forte tradizione contro la rivelazione delle discussioni tra i giudici, e ha portato Kumamoto a essere fortemente criticato. "Sono contento di aver parlato", ha detto. "Vorrei averlo detto prima, e forse qualcosa potrebbe essere cambiato". Ha cercato di visitare Hakamada in prigione per scusarsi personalmente, ma la sua richiesta è stata respinta.
Dopo la dichiarazione di Kumamoto, una campagna per ritentare Hakamada ha guadagnato slancio. Amnesty International e la Japan Pro Boxing Association hanno guidato la causa. Il pugile americano Rubin Carter, che ha scontato 20 anni con accuse di omicidio che alla fine sono state ribaltate, e l'attore britannico Jeremy Irons hanno parlato a nome di Hakamada. Una manifestazione di beneficenza organizzata dalla Pro Boxing Association ha attirato 1300 sostenitori. Kumamoto ha presentato personalmente una dichiarazione alla Corte Suprema a sostegno di un nuovo processo. L'alta corte ha deciso di ascoltare la richiesta di Hakamada nel 2008. Il 25 marzo 2008, l'alta corte ha negato la richiesta, affermando che né le prove originali né quelle nuove fornivano alcun ragionevole dubbio sulla colpevolezza di Hakamada. Uno degli avvocati del pugile, Hideyo Ogawa, ha detto che è stata una deplorevole "decisione presa senza pensarci troppo". La JFBA ha definito la decisione un errore giudiziario estremamente deplorevole.
Nell'aprile 2010 57 membri del parlamento hanno formato la "Federazione dei membri della dieta per salvare il condannato Iwao Hakamada". Il gruppo era presieduto da Seishu Makino e comprendeva membri di più partiti politici. Hanno presentato una petizione al ministro della Giustizia per introdurre una moratoria sull'esecuzione di Hakamada. Sempre nel 2010, il regista Banmei Takahashi ha pubblicato BOX: The Hakamada Case ( BOX 袴田事件 命とは). Il film documentario mette a confronto le vite di Hakamada e Kumamoto, concentrandosi sull'interrogatorio e sul processo di Hakamada. Il film conclude che Kumamoto è stato costretto a "seppellire la verità" quando è diventato evidente che le prove non erano sufficienti per condannare. Il film è stato nominato per il Grand Prix des Amériques al Montreal World Film Festival. Il 10 marzo 2011, al 75º compleanno di Hakamada, il Guinness World Records lo ha certificato come il detenuto nel braccio della morte più longevo del mondo.

### Test del DNA e rilascio
Un test del DNA del 2008 ha suggerito che il sangue sugli indumenti usati come prova non corrispondeva a quello di Hakamada, provocando una seconda richiesta di nuovo processo da parte dei suoi avvocati. Ulteriori test nel 2011 hanno supportato la conclusione. Il 14 marzo 2012, ad Hakamada è stato prelevato un campione di sangue per un test del DNA più accurato da confrontare con il campione di sangue sulla spalla della maglietta trovata tra i vestiti dell'assassino. Si pensava che il sangue fosse quello dell'aggressore e in precedenza era stato stabilito che era improbabile che provenisse da nessuna delle vittime. I test hanno rivelato che il sangue non corrispondeva al DNA di Hakamada. L'accusa ha contestato la validità dei test del DNA.
Il 27 marzo 2014 Hakamada è stato scarcerato e gli è stato concesso un nuovo processo dal tribunale distrettuale di Shizuoka. Una dichiarazione della corte ha affermato che c'era motivo di ritenere che le prove fossero state fabbricate nel processo originale e che mantenere il 78enne incarcerato in attesa del nuovo processo sarebbe stato "insopportabilmente ingiusto". Amnesty International ha osservato: "Il tempo sta per scadere perché Hakamada riceva il giusto processo che gli è stato negato più di quattro decenni fa. Se mai c'è stato un caso che merita un nuovo processo, è proprio questo". Un appello dell'accusa contro la decisione di rilasciare Hakamada è stato respinto. Hakamada è il sesto condannato a morte giapponese a cui è stato concesso un nuovo processo. Alla fine quattro dei cinque precedenti furono assolti.
Secondo un membro della famiglia, la salute mentale di Hakamada è gravemente peggiorata a causa degli anni di isolamento. Secondo un attivista contro la pena di morte che lo visitò nel 2003, Hakamada affermava di essere diventato "il Dio onnipotente" che aveva "assorbito" Iwao Hakamada, preso il controllo della prigione e abolito la pena di morte in Giappone. Un rapporto del 2009 sulla pena di morte in Giappone di Amnesty International afferma che uno psichiatra aveva diagnosticato ad Hakamada una "psicosi istituzionale". Negli ultimi anni aveva negato la maggior parte delle richieste di visita, anche da parte della famiglia. Hakamada è stato ricoverato in un ospedale di Tokyo il giorno dopo il suo rilascio per essere curato per un possibile caso di diabete.
Nel giugno 2018 l'Alta corte di Tokyo ha ribaltato la sentenza che aveva rilasciato Hakamada. Gli è stato permesso di mantenere la sua libertà a causa della sua età fino al ritorno del caso alla Corte Suprema. Quell'agosto la più alta procura della nazione ha esortato la Corte Suprema a respingere l'appello di Hakamada per "fermare la situazione in cui la sentenza è sospesa inutilmente".

### Impatto
Quando Kumamoto si è espresso a sostegno di Hakamada nel 2007, ha scioccato il pubblico giapponese, gettando luce sul sistema giudiziario solitamente segreto. Il caso di Hakamada ha indotto le persone a mettere in dubbio la validità della pena di morte e ha portato l'attenzione su quelli che i critici descrivono come elementi "disumani" del sistema giudiziario giapponese. In Giappone, la polizia può interrogare un sospetto per un massimo di 23 giorni e al sospetto non è consentito avere un avvocato presente durante l'interrogatorio. Poiché una falsa confessione poteva essere facilmente ottenuta in condizioni così dure, e poiché prima della seconda guerra mondiale era legale per la polizia torturare i sospetti per ottenere una confessione, i tribunali penali giapponesi ammetteranno una confessione come prova solo quando un segreto noto all'autore del crimine è in esso contenuto. Inoltre, i tribunali giapponesi non consentono dichiarazioni di colpevolezza; e così, anche se l'accusato si dichiara colpevole, i tribunali possono dichiarare innocente l'imputato se la confessione di colpa è ritenuta inadeguata.
Nei casi di pena capitale, per escludere la possibilità che la polizia possa aver forzato una confessione, il segreto deve essere qualcosa che l'indagine della polizia non ha scoperto al momento della confessione. Inoltre, la supervisione da parte del pubblico ministero, per mantenere il verbale delle indagini, è considerata la pietra angolare della validità della confessione come prova. A causa della sua dipendenza dalla confessione come prova e prova di colpevolezza, la polizia giapponese ha esercitato un'enorme pressione sul sospettato affinché confessasse un segreto colpevole poiché questo tipo di confessione è considerata forte come prova forense. La stragrande maggioranza dei casi di errore giudiziario, nei casi di pena capitale giapponese, coinvolge la polizia che falsifica il verbale investigativo per far sembrare che il sospettato abbia confessato alcuni segreti colpevoli, che solo l'autore del crimine avrebbe potuto conoscere e in seguito è diventato evidente che il sospettato è stato costretto a firmare un foglio di confessione completamente in bianco che la polizia investigativa ha compilato per loro comodità.
Amnesty International ha messo Hakamada in primo piano nella sua campagna contro la pena di morte in Giappone. Usando il suo caso e altri, hanno sostenuto che "il sistema del braccio della morte in Giappone sta portando i prigionieri nelle profondità della malattia mentale". La JFBA ha affermato che il caso è un esempio di "un nido di interrogatori illegali" e ha chiesto una riforma, inclusa la registrazione video di tutti gli interrogatori.